# Mine de Lubin
La mine de Lubin est une mine souterraine de cuivre et d'argent située en Pologne,,.